# 旧北海道庁函館支庁庁舎

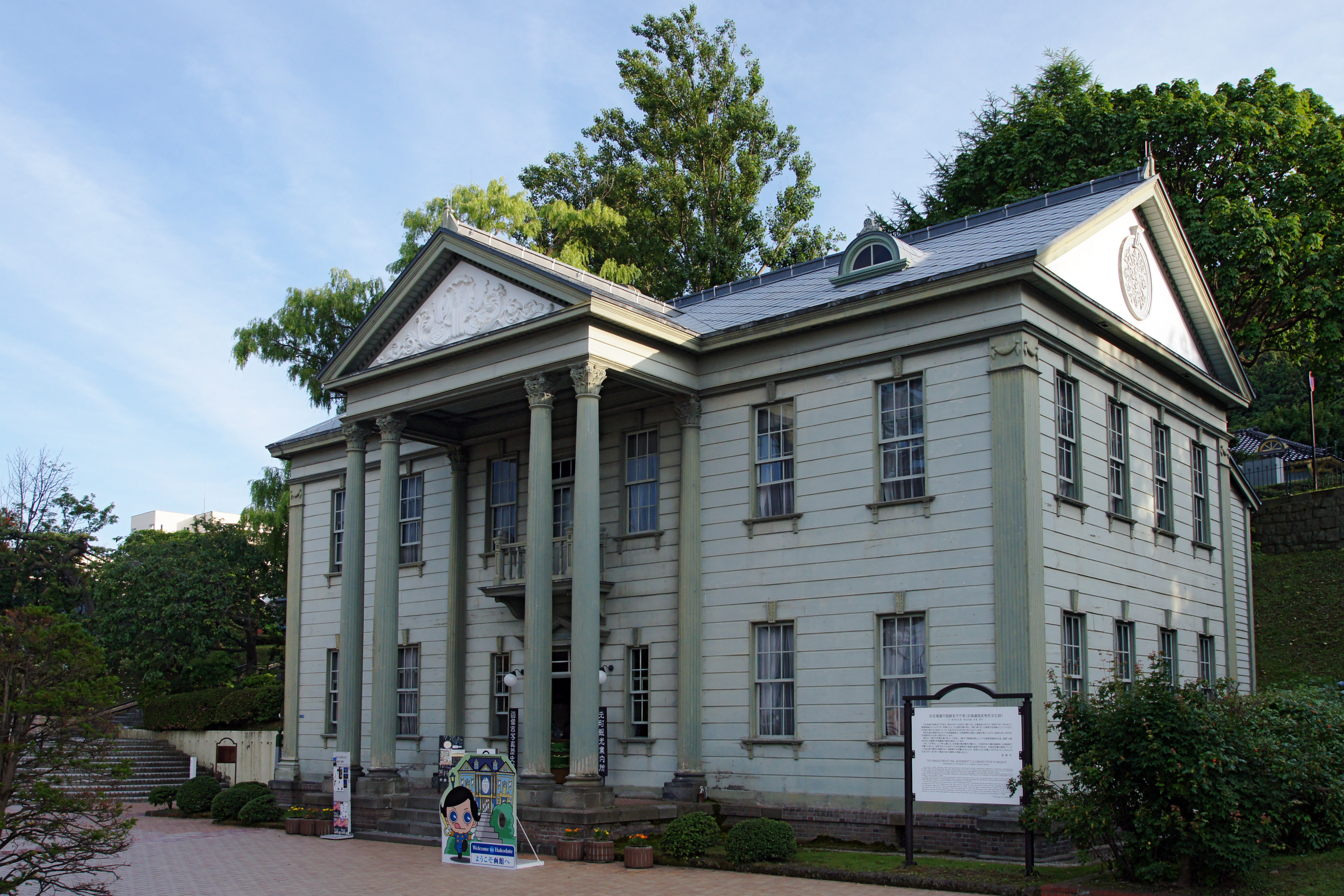
旧北海道庁函館支庁庁舎

旧北海道庁函館支庁庁舎（きゅうほっかいどうちょうはこだてしちょうちょうしゃ）とは、北海道函館市元町にある北海道庁函館支庁（現・渡島総合振興局）の旧庁舎である。
昭和60年北海道指定有形文化財。

## 概要
1893年（明治26年）建築の先代の建物（洋風建築）が1907年（明治40年）8月25日発生の明治40年函館大火で焼失したために、1909年（明治42年）に洋風木造2階建で再建されたものである。1922年（大正11年）から1950年（昭和25年）まで北海道庁渡島支庁庁舎、1957年（昭和32年）まで北海道庁の関連施設として使用したものの、のちに函館市の所有となり一部を解体。准看護師養成所、市立函館病院仮設病棟、高等看護学院寄宿舎として医療や医療人材育成に活用していた。
1977年（昭和52年）に北海道開拓の村への移転が決まるが、一人の主婦の新聞投稿がきっかけで反対運動が広まり翌年、函館の歴史風土を守る会が結成されてさらなる運動が進められ中止になった。
1980年（昭和55年）11月、港側から市民の寄付によって建てられた「旧函館区公会堂」が見えたほうがふさわしいとの意見を受けて移築が決まり、1981年（昭和56年）2月より解体工事をはじめ、本館部分だけを後方横の南東に約30m移動させ移築した。
1982年（昭和57年）8月、函館観光協会が1階を「函館市観光案内所」として事務室、案内カウンター、名産品展示室に、2階を写真パネルによる「函館の歩み展示室」、事務局として使用した。
しかし1991年（平成3年）に漏電が原因と推定される火災で内部を焼失。1994年（平成6年）復元した。1995年（平成7年）4月、2階を旧会議室など2室と階段を利用して「函館市写真歴史館」が開館する。
2016年（平成28年）3月末で函館市写真歴史館を廃止。2022年（令和4年）8月よりJolly Jellyfish 元町公園店として活用されている。